# NGC 5734
NGC 5734 (другие обозначения — ESO 580-16, MCG -3-38-3, IRAS14423-2039, PGC 52678) — линзообразная галактика (S0) в созвездии Весы.
Этот объект входит в число перечисленных в оригинальной редакции «Нового общего каталога».